# لیتل تورینگتون
لیتل تورینگتون (به انگلیسی: Little Torrington) یک روستا و محله مدنی در بریتانیا است که در Torridge واقع شده‌است. لیتل تورینگتون ۳۷۶ نفر جمعیت دارد.